# Morada Nova (race ovine)
Pour les articles homonymes, voir Morada Nova (homonymie).
Le Morada Nova est une race de mouton domestique du Brésil appartenant au groupe des moutons américains à poil. Il est élevé pour sa viande,.

## Origine
La race est originaire de l’État de Ceará, dans la Région Nord-Est du Brésil. Elle a été développée par sélection à partir du Brazilian Woolless. Son nom vient du fait que lors d'un recensement en 1937, la population la plus importante de la race a été trouvée près de la ville de Morada Nova. Avant celui-ci, elle s'appelait Vermelha Deslanada do Nordeste.

## Description
Le Morada Nova est de couleur rouge, variant du beige au brun sombre. Des animaux blancs peuvent parfois être présents. Les femelles pèsent entre 30 et 50 kg et le mâle peut atteindre les 60 kg,. Les mâles et les femelles n'ont pas de cornes mais quelques individus peuvent présenter un semblant de cornes. Des individus noirs peuvent également apparaître mais cette couleur n'est pas acceptée par le standard de la race.

## Élevage et utilisations

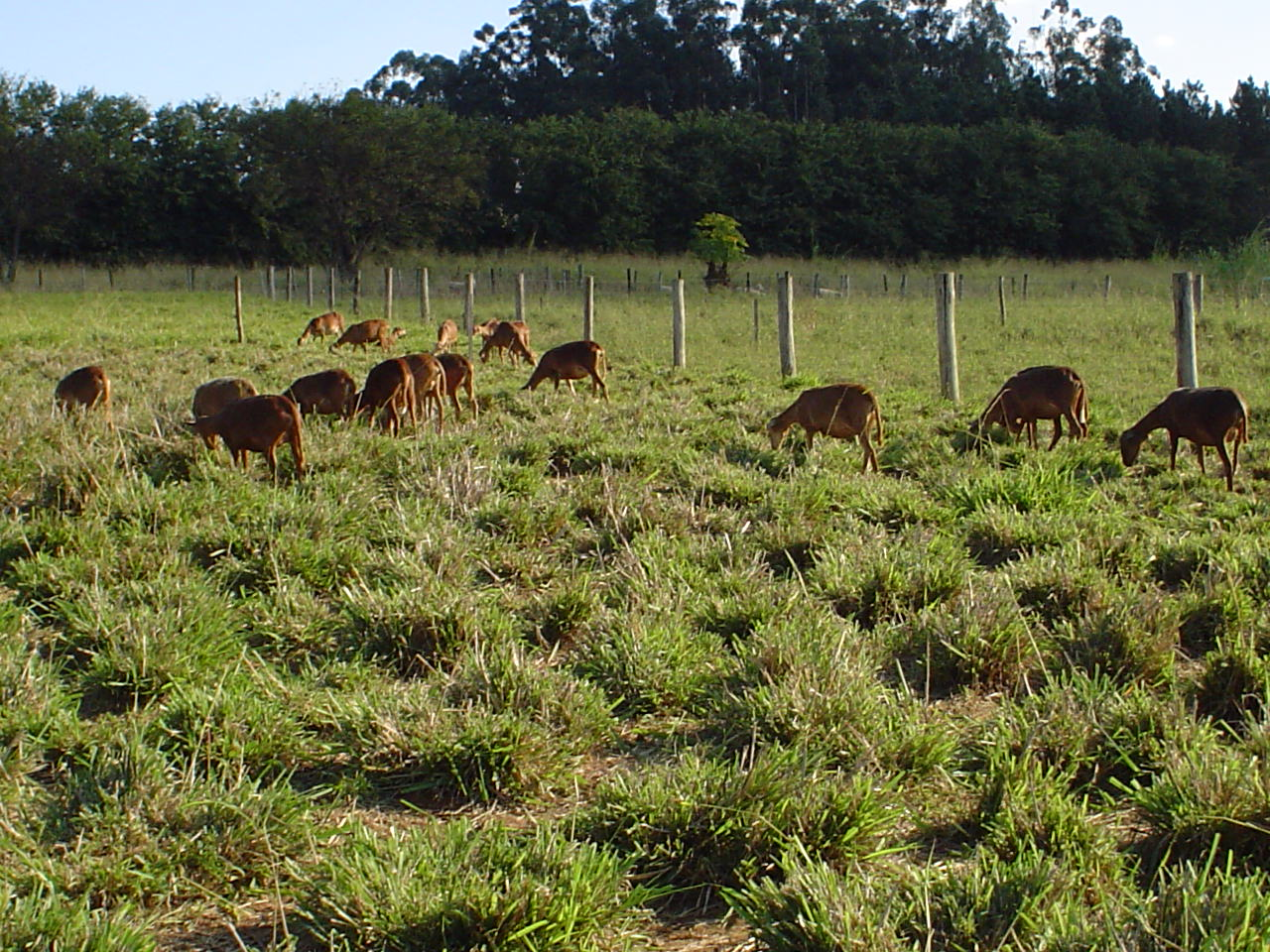
Morada Nova.

C'est une race rustique bien adaptée au climat tropical chaud semi-aride du sertão et très prolifique. Elle présente également une bonne résistance aux parasites internes. Sa viande tendre est très recherchée. Il fournit également un cuir de bonne qualité,.

## Protection
La race est menacée de disparition,.
Depuis les années 2000, des actions sont menées pour une meilleure reconnaissance et la conservation de celle-ci. Pour sa rusticité, son adaptation aux régions chaudes et sa capacité de digérer une végétation de mauvaise qualité, elle est très étudiée par les scientifiques,. L'association ABMOVA (Associaçao Brasileira de Criadores de Ovinos Morada-Nova) a été créée pour la conservation et l'amélioration de la souche génétique de la race,. Elle aide à la relance de l'élevage. La première exposition consacrée à la Morada Nova a lieu en 2012.